# Grimmia dissimulata
Grimmia dissimulata är en bladmossart som beskrevs av E. Maier 2002. Grimmia dissimulata ingår i släktet grimmior, och familjen Grimmiaceae. Inga underarter finns listade i Catalogue of Life.